# Гелен Фішер
Гелен Е. Фішер (англ. Helen E. Fisher; 31 травня 1945, Нью-Йорк — 17 серпня 2024, там само) — американська вчена-антрополог, дослідниця людської поведінки, авторка методик самовдосконалення, викладачка. Більше 30 років вивчає романтичну міжособистісну атракцію. Провідна експертка з біології любові та привабливості.

## Біографія
У 1968 році в Нью-Йоркському університеті здобула ступінь бакалавра гуманітарних наук з антропології та психології. У 1972 році в Колорадському університеті здобула ступінь магістра гуманітарних наук з фізичної антропології, культурної антропології, лінгвістики та археології. У 1975 році отримала доктора філософії з фізичної антропології: антропогенез, приматологія, сексуальна активність людини, стратегія розмноження.
1981—1984 — наукова співробітниця кафедри антропології в Новій школі. У червні 1984 — червні 1994 — наукова співробітниця Американського музею природної історії. У червні 1994 — червні 2000 року — наукова співробітниця, у червні 2000–2003 — професор-дослідниця, 2003—2012 — запрошена наукова співробітниця кафедри антропології Рутгерського університету. З жовтня 1996 року — співробітниця Центру вивчення еволюції людини кафедри антропології Ратгерського університету.
У 2005 році була залучена Match.com для розробки віртуальної служби знайомств Chemistry.com, де дослідження та досвід Фішер були використані для створення заснованих на гормонах і особистісних особливостях відповідних колірних моделей.
У 2006—2008 роках була однією з основних спікерок на конференції TED.
30 січня 2009 року брала участь в спеціальній серії «Why Him? Why Her? The Science of Seduction» тележурналу 20/20 (телесеріал), де обговорювалися її останні дослідження з хімії мозку і романтичної любові. З жовтня 2013 року — старша наукова співробітниця Інституту імені Кінсі Індіанського університету в Блумінгтоні. У 2014 році брала участь у зйомках документального фільму про розбиті серця «Не сплять у Нью-Йорку».

## Дослідження
Фішер зазначає, що ще під час роботи над докторською дисертацією вона помітила одну загальну особливість — стратегію відтворення. У 2004 році у своїй книзі «Чому ми любимо: природа і хімія романтичної любові» Фішер припустила, що у людства є три системи мозку, усі спрямовані на парування та розмноження:
- хіть — сексуальний потяг або лібідо, яке також називається борогодо;
- закоханість — ранній щабель сильної чуттєвої романтичної любові;
- прив'язаність — глибоке почуття союзу з довготривалим партнером (партнеркою).

Фішер стверджує, що любов може розпочатися з будь-якого почуття. Деякі люди займаються сексом та закохуються. Інші спочатку закохуються, а потім вже займаються сексом. Треті прагнуть знайти міцну прив'язаність, яка вже потім переростає в роман або сексуальний потяг.
Фішер та колеги займалися вивченням романтичної любові за допомогою функціональної магнітно-резонансної томографії для сканування головного мозку 49 чоловіків і жінок: 17 закоханих, 15 покинутих і 17 тих, що продовжують кохати, проживши в шлюбі 21 рік. Одна з головних ідей полягала в тому, що романтична любов є сильнішим збудником, ніж секс. Як говорить Фішер: «Зрештою, якщо Ви ненароком запропонуєте лягти в ліжко разом з Вами і отримаєте відмову, Ви не впадете в депресію, не вчините самогубство або вбивство, але в усьому світі люди страшенно страждають від романтичних катастроф».
Фішер стверджує, що прийом деяких антидепресантів може сприяти зниженню як почуття романтичної любові і прихильності, так і сексуального потягу.
Спираючись на проведене сканування головного мозку тих учасників(-ць) експерименту, хто були закохані, Фішер пише у своїй книзі про відмінності чоловічого та жіночого мозку про таке. У середньому чоловіки, як правило, демонстрували велику активність в областях мозку, відповідальних за зір, в той час як у жінок ця ж активність проявлялася у ділянках, де відбувається згадування. Фішер припускає, що ці відмінності пов'язані з різними еволюційними силами, що керували виборами секс-партнера(-ки). У первісному суспільстві чоловіки прагнули переконатися, що ймовірна супутниця життя здорова і знаходиться в репродуктивному віці, аби відтворити та виховувати потомство, що могли зробити за зовнішністю. У свою чергу, чоловічі характеристики потенційно надійного партнера зовнішньо не проявляються, тому жінки еволюційно мусили опиралися на свої минулі поведінки, досягнення і промахи — спогади, здатні допомогти їм ефективно визначитися з батьком потомства.
У 2006 році Фішер у головній статті журналу National Geographic «Любов — хімічна реакція» представила нові дані досліджень із застосуванням ФМРТ, які показали, що вентральна область покришки і хвостате ядро активуються, коли люди відчувають любов.

### Платонічні стилі мислення і поведінки
Фішер розрізняє чотири широких біологічно обумовлених стилі мислення та поведінки, які вона співвідносить з широкими нейрохімічними системами. Вона підкреслює, що це не «типи», а неповторні поєднання всіх із них.
Фішер спробувала об'єднати платонічні стилі мислення з типами темпераменту Девіда Кірсі:
- Дослідник(-ця) (творчий; темперамент ремісника[en]; жовтий) = допамін
- Будівельник(-ця) (доцільний; темперамент охоронця[en]; синій) = серотонін
- Начальник(-ця) (поміркований; темперамент мислителя[en]; червоний) = тестостерон
- Переговорник(-ця) (інтуїтивний; темперамент ідеаліста[en]; зелений) = естроген/окситоцин

## Наукові праці

### Монографії
- Fisher, Helen (1983). The Sex Contract – the Evolution of Human Behavior. Quill. ISBN 0-688-01599-9.
- Fisher, Helen (1993). Anatomy of Love – a Natural History of Mating, Marriage, and Why We Stray. Quill. ISBN 0-449-90897-6.
- Fisher, Helen (1999). The First Sex – the Natural Talents of Women and How They are Changing the World. Random House. ISBN 0-679-44909-4.
- Fisher, Helen (2004). Why We Love: The Nature and Chemistry of Romantic Love. Henry Holt. ISBN 0-8050-7796-0.
- Fisher, Helen (2009). Why Him? Why Her?: Finding Real Love By Understanding Your Personality Type. Henry Holt USA-Canada. ISBN 0-8050-8292-1.
- Fisher, Helen (2009). Why Him? Why Her?: Finding Real Love By Understanding Your Personality Type. Oneworld Publications[en] UK-Commonwealth. ISBN 978-1-85168-698-8.

### Статті
- Fisher H. The Nature of Romantic Love // The Journal of National Institutes of Health Research. — National Institutes of Health, 1994. — Vol. 6, № 4. — P. 59-64. (Reprinted in Annual Editions: Physical Anthropology, Spring 1995)
- Fisher H. Lust, Attraction, and Attachment in Mammalian Reproduction // Human Nature[en]. — 1998. — Vol. 9, № 1. — P. 23-52.
- Fisher H. The Sex Slave Trade: Biological Imperatives, Cultural Trends and the Coming Empowerment of Women // Hastings Women's Law Journal. — Hastings College of the Law[en], University of California, 2002. — Vol. 13, № 1. — P. 21-29.
- Fisher H., Aron A., Mashek D., Strong G., Li H., Brown L. L. Defining the Brain Systems of Lust, Romantic Attraction and Attachment // Archives of Sexual Behavior[en]. — International Academy of Sex Research[en], 2002. — Vol. 31, № 5. — P. 413-419.
- Fisher H., Aron A., Mashek D., Strong G., Li H., Brown L. L. The Neural Mechanisms of Mate Choice: A Hypothesis // Neuroendocrinology Letters. — 2002. — Vol. 23. — P. 92-97.
- Fisher H. Enlightened Power: How Women Are Transforming the Practice of Leadership. — San Francisco : Jossey Bass, 2005. — P. 133-140.
- Aron A., Fisher H., Mashek D., Strong G., Li H., Brown L. L. Reward, Motivation and Emotion Systems Associated with Early-Stage Intense Romantic Love:an fMRI study // Journal of Neurophysiology[en]. — 2005. — Vol. 94. — P. 327-337.
- Fisher H., Aron A., Mashek D., Strong G., Li H., Brown L. L. Motivation and emotion systems associated with romantic love following rejection: an fMRI study // Program No. 660.7. Abstract Viewer/Itinerary Planner. — Washington, DC : Society for Neuroscience, 2005.
- Meloy J. R., Fisher H. Some Thoughs on the Neurobiology of Stalking // Journal of Forensic Sciences. — 2005. — Vol. 50, № 6. — P. 1472-1480.
- Fisher H., Aron A., Brown L. L. Romantic Love: An fMRI study of a neural mechanism for mate choice // Journal of Comparative Neurology[en]. — 2005. — Vol. 493. — P. 58-62.
- Fisher H. Romance and Sex in Adolescence and Emerging Adulthood: Risks and Opportunities. — New Jersey : Lawrence Erlbaum Associates, 2006.
- Fisher H. Cut Loose: (mostly) midlife and older women on the end of (mostly) long-term relaionships. — New Jersey : Rutgers University Press, 2006. — P. 182-195.
- Fisher H. The New Psychology of Love // 2nd Edition. — New Haven : Yale University Press, 2006. — P. 87-110.
- Fisher H., Aron A., Brown L. L. Romantic Love: A Mammalian Brain System for Mate Choice // The Neurobiology of Social Recognition, Attraction and Bonding, Ed. Keith Kendrick, Philosophical Transactions of the Royal Society: Biological Sciences. — Vol. 361. — P. 2173-2186. — doi:10.1098/rstb.2006.1938.
- Fisher H., Thomson Jr. J. A. Evolutionary Cognitive Neuroscience. — Cambridge : MIT Press, 2007. — P. 245-283.
- Aceveda B., Fisher H., Aron A., Brown L. L. Neural correlates of long-term pair-bonding in a sample of intensely in-love humans // Poster Session, Society for Neuroscience, annual meeting. — 2008. — № 297.
- Fisher H., Brown L. L., Aron A., Strong G., Mashek D. Reward, Addiction, and Emotion Regulation Systems Associated With Rejection in Love // Journal of Neurophysiology[en]. — 2010. — Vol. 104. — P. 51-60. — doi:10.1152/jn.00784.2009.
- Fisher H., Rich J., Island H. D., Marchalik D., Silver L., Zava D. Four Primary Temperament Dimensions // Poster in Session Division 06, # ind100247, at the annual meeting of the American Psychological Association, San Diego, August 14, 2010. — 2010.
- Fisher H., Rich J., Island H. D., Marchalik D., Silver L., Zava D. Four Primary Temperament Dimensions in the Process of Mate Choice // Poster in Session Division 06, # ind100727, at the annual meeting of the American Psychological Association, San Diego, August 14, 2010. — 2010.
- Fisher H., Rich J., Island H. D., Marchalik D. The Second to Fourth Digit Ratio: A Measure of Two Hormonally-based Temperament Dimensions // Personality and Individual Differences. — 2010. — Vol. 49, № 7. — P. 773-777.
- Tsapelas I, Fisher H., Aron A. The Dark Side of Close Relationships II. — New York : Routledge, 2010. — P. 175-196.
- Acevedo B., Aron A., Fisher H., Brown L. L. Neural correlates of long-term intense romantic love // Social Cognitive and Affective Neuroscience Advance Access. — 05.01.2011.
- Acevedo B., Aron A., Fisher H., Brown L. L. Neural Correlates of Marital Satisfaction and Well-being: Reward, Empathy, and Affect // Clinical Neuropsychiatry. — 2012. — Vol. 9, № 1. — P. 20-31.
- Pfaff D. W., Fisher H. From the Couch to the Lab: Trends in Neuropsychoanalysis. — Cambridge : Cambridge University Press, 2012. — P. 65-84.
- Fisher H. We have chemistry! The Role of Four Primary Temperament Dimensions in Mate Choice and Partner Compatibility // The Psychotherapist. — 2012. — № 52. — P. 8-9.
- Fisher H. Neural Correlates of Four Broad Temperament Dimensions: Testing Predictions for a Novel Construct of Personality // Plos One. — 2013. — Vol. 8, № 11.
- Fisher H., Island H. D., Rich J., Marchalik D., Brown L. L. Four broad temperament dimensions: description, convergent validation correlations, and comparison with the Big Five // Front. Psychol.. — 2015. — doi:10.3389/fpsyg.2015.01098.